# 주간동아
주간동아는 대한민국에서 발행되는 시사주간지이다.
1995년《뉴스 플러스》라는 이름으로 창간하였다. 후에 현재의 제호인 《주간 동아》로 이름을 바꿨다. 동아일보사에서 매주 화요일에 발행한다.
동아일보사의 《주간 동아》기자 외에 《동아일보》기자들이 기고하는 글도 있지만 정치 기사의 경우 다른 신문사 기자가 기고하는 글도 있다.